# Psammogeton lamondiae
Psammogeton lamondiae är en flockblommig växtart som beskrevs av Lennart Engstrand och Karl Heinz Rechinger 1987. Psammogeton lamondiae ingår i släktet Psammogeton och familjen flockblommiga växter. Inga underarter finns listade i Catalogue of Life.